# 维欧尔河畔圣朱丽叶
維歐爾河畔圣朱丽叶（法語：Sainte-Juliette-sur-Viaur，法語發音：[sɛ̃t ʒyljɛt syʁ vjɔʁ]）是法国阿韦龙省的一个市镇，属于罗德兹区。

## 地理
维欧尔河畔圣朱丽叶（44°12'52"N, 2°31'17"E）面积16.71 平方千米，位于法国奧克西塔尼大區阿韦龙省，该省份为法国南部内陆省份，位于法國中央高原南部，北起顺时针与康塔爾省、洛泽尔省、加尔省、埃罗省、塔恩省、塔恩-加龙省和洛特省接壤。
与维欧尔河畔圣朱丽叶接壤的市镇（或旧市镇、城区）包括：卡尔蒙、康布拉泽、卡萨涅贝戈内斯、桑特雷斯、孔普拉-格朗维尔、马纳克。

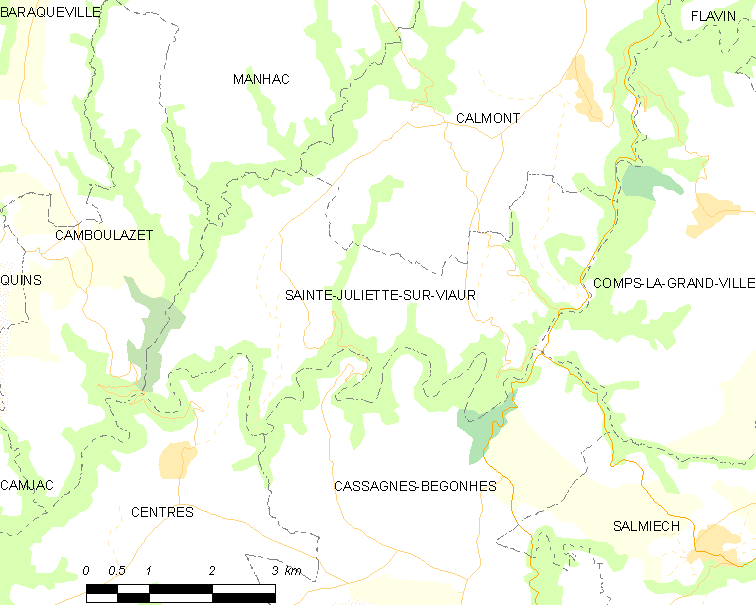
维欧尔河畔圣朱丽叶的OSM定位图

维欧尔河畔圣朱丽叶的时区为UTC+01:00、UTC+02:00（夏令时）。

## 行政
维欧尔河畔圣朱丽叶的邮政编码为12120，INSEE市镇编码为12234。

## 政治
维欧尔河畔圣朱丽叶所属的省级选区为雷基斯塔奈山县。

## 人口

1962-2008年间维欧尔河畔圣朱丽叶人口变化图示

维欧尔河畔圣朱丽叶于2022年1月1日时的人口数量为634人。